# Janine Greiner
Janine Greiner (Ginebra, 13 de febrero de 1981) es una deportista suiza que compitió en curling.
Ganó dos medallas en el Campeonato Mundial de Curling, en los años 2008 y 2012, y cinco medallas en el Campeonato Europeo de Curling entre los años 2006 y 2013.
Participó en dos Juegos Olímpicos de Invierno, ocupando el cuarto lugar Vancouver 2010 y el cuarto en Sochi 2014, en la prueba femenina.

## Palmarés internacional
| Campeonato Mundial | Campeonato Mundial     | Campeonato Mundial | Campeonato Mundial |
| Año                | Lugar                  | Medalla            | Prueba             |
| ------------------ | ---------------------- | ------------------ | ------------------ |
| 2008               | Vernon (Canadá)        | Medalla de bronce  | Equipo             |
| 2012               | Lethbridge (Canadá)    | Medalla de oro     | Equipo             |
| Campeonato Europeo |                        |                    |                    |
| Año                | Lugar                  | Medalla            | Prueba             |
| 2006               | Basilea (Suiza)        | Medalla de bronce  | Equipo             |
| 2008               | Örnsköldsvik (Suecia)  | Medalla de oro     | Equipo             |
| 2009               | Aberdeen (Reino Unido) | Medalla de plata   | Equipo             |
| 2010               | Champéry (Suiza)       | Medalla de bronce  | Equipo             |
| 2013               | Stavanger (Noruega)    | Medalla de bronce  | Equipo             |